# Verzoening
Verzoening is het herstel van een relatie nadat er een breuk is opgetreden door eerder nadelig handelen door een of meerdere van de partijen.

## Relaties
In een relatie is verzoening het herstellen van vriendschap nadat er een breuk is opgetreden. Deze relatie kan zijn tussen twee of meer personen of tussen andere rechtspersonen, zoals landen; in het laatste geval gaat het vaak gepaard met een vredesverdrag.
Voor een voorbeeld uit de geschiedenis, zie de Zoen van Delft.

## Religie
In religieuze zin kan het ook gaan om het herstel van de relatie tussen de mens en God. Christenen geloven dat Jezus Christus het door zijn dood aan het kruis mogelijk heeft gemaakt om deze relatie te herstellen, nadat de mens deze door zondig te zijn verbroken had. Zie verder het artikel over de verzoeningsleer.

## Recht
In het Belgische recht is verzoening het bijleggen door beide partijen van hun geschil zonder dat er een proces wordt gevoerd, of zonder dat een lopend proces voortgezet wordt. Voor de vrederechter worden verzoeningszittingen gehouden, waarbij de ene partij de andere voor de rechter laat oproepen in minnelijke schikking. Zonder een echt proces te voeren, leggen zij hun geschil voor aan de vrederechter, die zal bemiddelen en proberen de partijen tot een akkoord te brengen. Van dat akkoord wordt een proces-verbaal opgesteld en ondertekend, dat dezelfde waarde heeft als een vonnis: het kan dus desnoods uitgevoerd worden door een gerechtsdeurwaarder, indien een van de partijen zich achteraf toch niet aan het akkoord zou houden. De verzoeningsprocedure is kosteloos en helemaal niet formalistisch. Nadeel is dat de vrederechter zich passief moet opstellen en geen standpunt mag innemen ten voordele van deze of gene partij. Hij mag alleen bemiddelen op basis van wat de partijen hem komen zeggen. De reden daarvoor is dat hij niet vooringenomen mag zijn; indien er geen akkoord uit de bus komt, is het immers mogelijk dat de partijen later een gewone procedure opstarten voor diezelfde vrederechter, die op dat ogenblik het vonnis moet vellen.
In sommige gevallen is de oproeping in verzoening in België bij wet verplicht gesteld, voordat men een echte procedure ten gronde mag opstarten: bij pachtzaken, recht van uitweg, vorderingen tot uithuiszetting van een huurder.
In Zuid-Afrika kwam in 1995 na jaren van onderhandeling tussen het ANC en de Nasionale Party de Waarheids- en Verzoeningscommissie tot stand. Deze speelde een sleutelrol in de transitie van het apartheidsregime naar een multiraciale democratie.